# Geórgios Ambáris
Geórgios « Yórgos » Petros Ambáris (grec moderne : Γεώγιος «Γιώργος» Αμπάρης), né le 23 avril 1982 à Náoussa, est un footballeur grec. Il joue au poste de gardien de but.

## Biographie
Ambáris commence sa carrière professionnelle au sein de l'Iraklis Thessalonique. Sélectionné avec les espoirs grecs, il a l'occasion de disputer les Jeux olympiques d'été de 2004 et d'affronter la Corée du Sud et le Mali. Il est remplacé sur le dernier match, face au Mexique, par Kleopas Giannou. La Grèce est éliminée dès les phases de poules.
À son retour, il est propulsé au poste de titulaire de l'Iraklis et dispute quatre saisons comme dernier rempart du club de Thessalonique. Après une saison 2006-2007 où le club réussit à se maintenir de justesse parmi l'élite du football grec, il quitte le navire et s'engage avec l'Asteras Tripolis où il parvient à s'imposer. Cependant, il doit céder sa place à Nikolaos Anastasopoulos et Matías Omar Degra lors de sa dernière saison dans l'équipe, en 2009-2010.
Il signe à l'AEL Larissa pour la saison 2010-2011 mais le club est relégué en deuxième division à la fin du championnat. Ensuite, Ambaris fait une année sans équipe avant de rejoindre l'Universitatea Cluj-Napoca, en Roumanie, où il se contente d'un poste de réserviste. Il revient en Grèce, au sein du PAS Giannina, devenant remplaçant de Márkos Vellídis en 2012-2013.
Il quitte le territoire une deuxième fois, en 2014, s'engageant avec le club chypriote de l'Enosis Neon Paralimni, jouant en deuxième division nationale.